# Henrike
Henrike est un prénom féminin allemand et suédois apparenté à Henri et pouvant désigner:

## Prénom
- Hendrike Brenninkmeyer (de) (née en 1973), journaliste et présentatrice allemande
- Henrike Fehrs (de) (née en 1984), actrice et doubleuse allemande
- Henrike Goetz (née en 1966), cinéaste allemande
- Henrike Hahn (née en 1970), femme politique allemande
- Henrike von Kuick (de) (née en 1985), actrice et doubleuse allemande
- Henrike Heiland (née en 1975), écrivaine et traductrice allemande
- Henrike Lähnemann (en) (née en 1968), médiévaliste allemande
- Henrike Leonhardt (de) (née en 1943), écrivaine allemande
- Henrike Meiforth (de) (née en 1987), joueuse allemande de football
- Henrike Müller (de) (née en 1975), femme politique allemande
- Henrike von Platen (de) (née en 1971), économiste allemande de compagnies informatiques
- Henrike Sahlmann (de) (née en 1997), joueuse allemande de football
- Henrike Willinger (de) (née en 1949), joueuse autrichienne de tennis de table
- Henrike Zollfrank (de) (née en 1988), joueuse allemande de football